# Матвеев, Иван Петрович
Ива́н Петро́вич Матве́ев (19 июля 1914, Санкт-Петербург, Российская империя — 5 июля 1984, Ленинград, СССР) — советский яхтсмен, заслуженный мастер спорта СССР (1940), капитан 2-го ранга, участник обороны Ленинграда на акваториях Финского залива и Ладожского озера, участник двух Олимпийских игр: 1952, 1956, многократный чемпион СССР, организатор парусного спорта в СССР.

## Биография
Родился в Санкт-Петербурге на Крестовском острове. Отец — Матвеев Пётр Гаврилович владел несколькими парусными шхунами, доставляя в Санкт-Петербург партии товаров из портов Балтики. В 1924 году отец привёл сына в яхт-клуб Ленинградского областного совета профсоюзов. Царившая тогда в яхт-клубе атмосфера всеобщего энтузиазма и фанатичной преданности парусному спорту способствовала раскрытию природных способностей Матвеева.
В 1934 году окончил мореходные курсы при Военно-морской академии и экстерном сдал экзамен на диплом штурмана торгового флота в Ленинградском мореходном училище. Был назначен капитаном учебной шхуны, обучал морскому делу студентов Гидрографического института Главсевморпути. В 1936 году вошёл в состав вновь образованной Всесоюзной секции парусного спорта, стал чемпионом второго чемпионата СССР в этом виде соревнований.
Зимой много ходил на буерах. В марте 1937 года буер Матвеева с огромным портретом Сталина на парусе был во главе флотилии из 50 ледовых яхт, первыми встретивших у Кронштадта ледокол «Ермак» с членами полярной экспедиции И. Д. Папанина на борту. С 1938 года преподавал в Институте физической культуры им. П. Ф. Лесгафта. Закономерным итогом довоенного периода жизни Ивана Матвеева стало присвоение ему в 1940 году, первому из советских яхтсменов, почётного звания «Заслуженный мастер спорта СССР». В том же году он стал судьёй всесоюзной категории. Разработал совместно с С. И. Ухиным программу подготовки спортсменов-парусников, изданную массовым тиражом отдельной брошюрой.
С первых дней войны по инициативе контр-адмирала Ю. А. Пантелеева был мобилизован и возглавил отряд яхтсменов в системе морской обороны Ленинграда. Отряд занимался высадкой десанта, патрулированием, проводкой судов по мелководью, причём зимой патрулирование выполнялось на буерах
.
После расформирования отряда яхтсменов капитан-лейтенант И. П. Матвеев командовал одной из гидрографических частей Балтийского флота, восстанавливающих фарватеры и навигационную обстановку в Финском заливе.
В послевоенные годы Матвеев продолжал оставаться на лидирующих позициях в спорте. Он входил в Олимпийские сборные парусные команды СССР на двух Олимпиадах в качестве рулевого в классе «Дракон»: в Хельсинки (1952) и в Мельбурне (1956).
С 1954 года и до демобилизации в 1967 году капитан 2 ранга Матвеев занимал должность начальника Ленинградского яхт-клуба Военно-морского флота. В 1969 году И. П. Матвеев вернулся в свой родной Центральный яхт-клуб и стал капитаном учебной парусной шхуны «Ленинград». В этом качестве он прослужил любимому делу до своего последнего дня.
Скончался в 1984 году. Похоронен на Северном кладбище, участок 30 (восточная часть), место 41.

## Государственные награды
- Орден Красного Знамени (1943)[7].
- Орден Красной Звезды (1944)[8] .

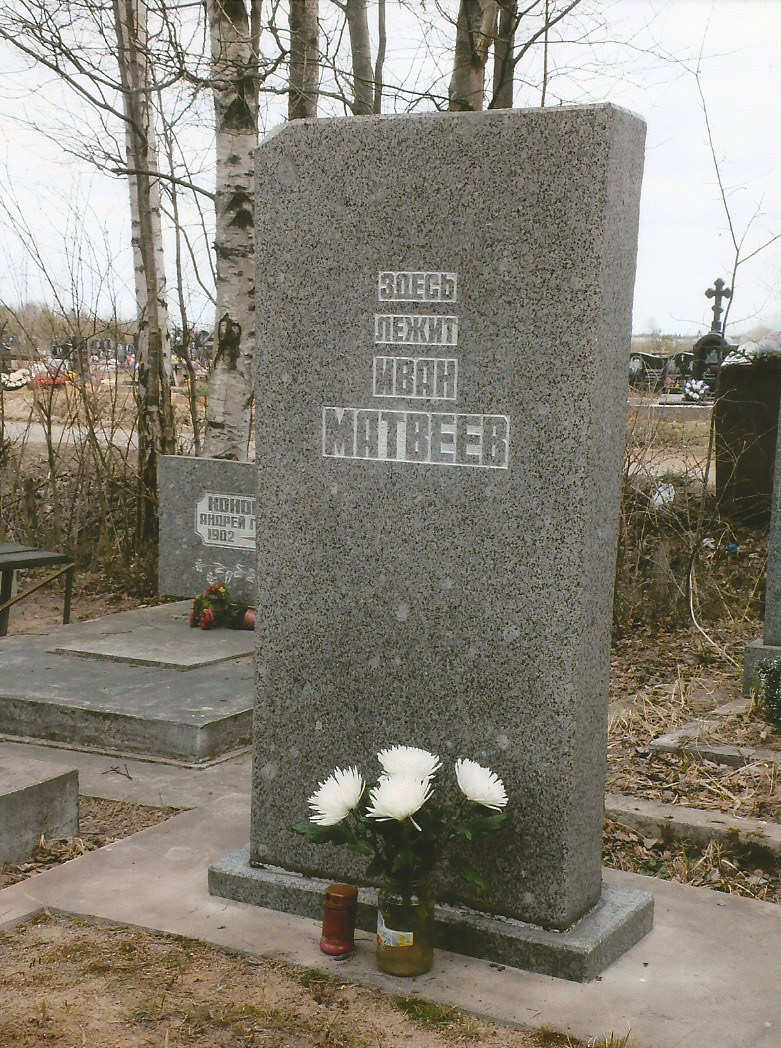
Надгробие на могиле Матвеева Ивана Петровича

- Орден Отечественной войны I степени.
- Орден Красной звезды (1956)[9]
- медали: «За боевые заслуги», «За оборону Ленинграда», «За победу над Германией в Великой Отечественной войне 1941—1945 гг.»[9]